# Rodrigo Corrêa-Oliveira
Rodrigo Corrêa-Oliveira (Belo Horizonte, 6 de abril de 1956 – Rio de Janeiro, 27 de outubro de 2023) foi um imunologista, pesquisador e professor universitário brasileiro.
Membro titular da Academia Brasileira de Ciências, foi diretor (2009-2012), vice-presidente (2017-2023) e assessor especial da presidência na Fiocruz Minas (Instituto René Rachou). Pesquisador titular e chefe do laboratório de Imunologia Celular e Molecular da Fiocruz Minas, trabalhava com estudos voltados para doença de Chagas, esquistossomose e leishmaniose. Dedicava-se no desenvolvimento de novas vacinas contra a esquistossomose, ancilostomose e para a leishmaniose canina.

## Biografia
Rodrigo nasceu na capital mineira, em 1956. Era filho de Antônio Correia de Oliveira e Cecília Coelho Correia de Oliveira. Ingressou no curso de Biologia pela Universidade Federal de Minas Gerais (UFMG) em 1980. Defende mestrado em Bioquímica e Imunologia pela mesma instituição e doutorado em Imunologia pela Universidade Johns Hopkins. Durante sua estada nos Estados Unidos, trabalhou com Alan Sher nos Institutos Nacionais da Saúde. Sua tese demonstrou a importância da resposta imunológica celular e do papel do interferon gama (IFNg) na resistência à infecção.
De volta ao Brasil em 1985, Rodrigo iniciou seus trabalhos na avaliação da resposta imunológica humana contra a infecção pelo Schistosoma mansoni no estágio de pós-doutorado, sob a orientação de Giovanni Gazzinelli. Em 1986, ingressou via concurso público no Centro de Pesquisas René Rachou, CPqRR, da Fundação Oswaldo Cruz, em Belo Horizonte, sendo pesquisador titular e chefe do laboratório de Imunologia Celular e Molecular.
Como pesquisador, já publicou 361 artigos, escreveu oito capítulos de livros e registrou três patentes.
Seus estudos estão focados na análise da resposta imune humana à infecção por S. mansoni, Trypanosoma cruzi, geo-helmintos e mais recentemente aos vírus Zika e dengue. Sua pesquisa visa compreender o papel dos diferentes mecanismos imunológicos envolvidos no desenvolvimento das patologias e resistência humana. Seus estudos mostraram uma série de efeitos da infecção em humanos e também em modelos animais. Seus esforços como pesquisador o levaram à chefia da Iniciativa de Vacinas contra helmintos e S. mansoni, em estreita colaboração com a Universidade George Washington e o Baylor College of Medicine.
Era membro de comitês assessores da Organização Mundial da Saúde (OMS) e recebeu diversos títulos e honrarias, como Honra ao Mérito da Saúde do Estado de Minas Gerais, Medalha Carlos Chagas, Medalha da Sociedade Latino Americana de Patologia, entre outros. Foi membro titular da Academia Brasileira de Ciências, membro titular (fellow) da The World Academy of Sciences for the Advancement of Science in Developing Countries (TWAS), International Fellow da American Society of Tropical Medicine and Hygiene (FASTMH), professor voluntário da Escola de Enfermagem da UFMG, professor visitante da Universidade Federal de Minas Gerais e da Universidade Federal de Ouro Preto, e professor adjunto da Escola de Medicina e Ciências da Saúde da Universidade George Washington. Em 1996, foi nomeado Membro da Câmara de Ciências Biológicas da Fapemig e, em 1998, membro do Corpo de Assessores do CNPq na área de Imunologia.

## Morte
Rodrigo morreu em 27 de outubro de 2023, aos 67 anos, no Rio de Janeiro, e foi sepultado no Bosque da Esperança Cemitério Parque em Belo Horizonte.